# 宮崎淳臣
宮崎 淳臣（みやざき きよおみ、1915年（大正4年）4月27日 - 没年不明）は、日本の陸軍軍人（軍医将校）、医師。最終階級は陸軍軍医少佐。かつて731部隊に所属していた。宮崎神経科嵯峨病院創立者。子に豊田潤多郎、孫に豊田剛一郎。紺綬褒章受章者。

## 経歴
兵庫県出身。宮崎伝治の長男として生まれる。旧制姫路高等学校理科乙類を経て、1939年（昭和14年）に京都帝国大学医学部を卒業後、近衛歩兵第1連隊付軍医中尉に任官。1943年（昭和18年）軍医少佐に累進後、陸軍軍医学校教官兼陸軍軍医学校中山出張所長を務める。1946年（昭和21年）千葉県血清製造初代所長となり、1948年（昭和23年）公職追放され医院を開業。1949年（昭和24年）『破傷風及瓦斯壞疽能働免疫に関する研究』にて学位を取得。1958年（昭和33年）宮崎神経科嵯峨病院を開設し、1965年（昭和40年）紺綬褒章を受章。

## 人物
森田靖郎著の『告白 731部隊』によれば、宮崎が中尉時代、纏指揮大佐である川島清の命令による細菌雨下試験の指揮を執っていたことを元731部隊の篠塚良雄（旧姓・田村）が供述している。
千葉県歴史教育者協議会編集の『学校が兵舎になったとき―千葉からみた戦争 一九三一~四五』によれば、1945年4月、ワクチン血清製造施設の陸軍軍医学校中山出張所長であった宮崎は「本土決戦に備え10万リットルのガス壊疽血清を製造せよ」との命令を受け、横浜にある軍馬の集結所である「中央馬廠」に行き、そこで、ワクチンの「抗体馬（免疫馬）」供給への配慮を申請したことが記されている。その後、中山競馬場には500頭の馬が収容されたが、宮崎は千葉県当局と相談して、船橋市立中学校および市川中学校の2年生約600人を馬の管理にあてた。尚、宮崎から千葉県当局への動員要請が中学校にどのように指示命令されてたかそのルートは不明である。
趣味は刀剣・古美術・茶道。

## 略歴
- 1935年4月1日 - 京都帝国大学医学部入学
- 1939年
  - 3月31日 - 同部卒業
  - 6月30日 - 陸軍軍医中尉任官
  - 7月1日 - 陸軍軍医学校乙種学生入校
- 1940年6月18日 - 同校卒業、ハルピン石井部隊田部井研究室入所
- 1941年8月1日 - 任陸軍軍医大尉
- 1943年4月1日 - 陸軍選抜学生として伝染病研究所細谷研究所陸軍軍医学校防疫研究室入所
- 1944年
  - 8月1日 - 任陸軍軍医少佐
  - 12月1日 - 同所卒業、陸軍軍医学校付兼中山出張所長被命
- 1945年
  - 8月15日 - 陸軍軍医学校残務整理委員被命
  - 12月1日 - 厚生省診療業務嘱託被命、国立東京第一病院病理試験室勤務
- 1946年
  - 2月1日 - 千葉県血清製造所開設に伴い同所所長代理兼主任技術者として勤務
  - 4月30日 - 公職追放により同所退職
- 1958年 - 京都市右京区の嵯峨嵐山で宮崎神経科嵯峨病院（現・医療法人淳宰晃会　嵯峨さくら病院）開業[5]

## 主な著作

### 学位論文
- 『破傷風及瓦斯壞疽能働免疫に関する研究』京都大学〈博士学位論文（報告番号不明）〉、1949年4月4日。NAID 500000533729  尚、滋賀医科大学名誉教授の西山勝夫が、当論文を自身のホームページで一般公開している[2][6]。